# Constancia de la Mora

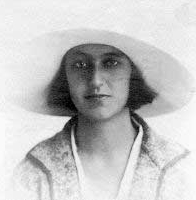
Constancia de la Mora

Constancia de la Mora Maura (* 28. Januar 1906 in Madrid; † 27. Januar 1950 in Guatemala) war eine spanische Kommunistin und Feministin.

## Leben
Constancia de la Mora entstammte einer spanischen Politiker- und Diplomatenfamilie. Sie war Enkelin des spanischen Ministerpräsidenten Antonio Maura Montaner (1853–1925) und Nichte von Miguel Mora (1887–1971), Abgeordneter und Minister der Zweiten Spanischen Republik. Sie war verheiratet mit Manuel Bolin, einem spanischen Adligen, von dem sie sich später trennte, um ein weiteres Mal zu heiraten. Sie war die erste Frau, die im katholischen Spanien weltlich noch einmal heiratete. Ihr zweiter Mann war Ignacio Hidalgo Cisneros, General der republikanischen Luftwaffe. Mit ihm reiste sie zu Beginn des Spanischen Bürgerkrieges in die UdSSR, wo ihr Stalin zusagte, Waffenhilfe an Spanien zu leisten. 
Constancia de la Mora arbeitete ab dem 26. Oktober 1936 als Dolmetscherin des Militärrates der Internationalen Brigaden in Albacete. Angehörige des Militärrates, der aus dem Organisationskomitee zur Aufstellung der Internationalen Brigaden hervorging, waren Vital Gaymann (Vidal), Vittorio Vidali und  Karol Świerczewski (General Walter). Mora war Parteigängerin der Spanischen Republik und betreute die ausländische Presse während des Spanischen Bürgerkriegs. Nach Kriegsende floh sie nach Frankreich und ging dann in die USA, um für die Republik zu werben.
Im Jahre 1950 starb sie bei einem Autounfall in Guatemala auf der Panamericana.